# West Coast Rock
West Coast Rock ist eine Zusammenfassung verschiedener Musikrichtungen, die von Musikern und Bands der Westküste der USA repräsentiert werden und dort ihre Wurzeln und Entstehung haben. Da im weiteren Sinne der Begriff jedoch unabhängig von einer stilistischen Orientierung gebraucht wird, finden sich neben Pop- und Rockmusik auch Einflüsse von Blues-, Country-, Folk- und Soul-Musik. Letztlich ist West Coast Rock lediglich ein Subgenre dessen, was man gemeinhin als „West Coast Music“ zusammenfasst.

## Geschichte
In der ersten Hälfte der 1960er Jahre war „West Coast Rock“ gleichbedeutend mit einer Musik, die für die Unbeschwertheit des Strandlebens in Südkalifornien stand, also für Surf Music und für die Ausgelassenheit leichter tanzbarer Lieder, bspw. wie die der Beach Boys.
In der zweiten Hälfte der 1960er Jahre entwickelte sich San Francisco zeitweilig zum Zentrum der Rockmusik in den USA. West Coast Music stand jetzt für „San Francisco Sound“ und „Psychedelic Rock“, für die Musik der Hippies. Gemeint waren dann Bands und Musiker wie Jefferson Airplane, Grateful Dead, Quicksilver Messenger Service, The Doors mit Jim Morrison sowie Janis Joplin und Jimi Hendrix. Anfang der 1970er Jahre etablierte sich die Band Eagles als eine der einflussreichsten Protagonisten.
Ende der 1980er Jahre kam mit dem Grunge Rock und Gruppen wie Nirvana und Pearl Jam noch einmal ein wichtiger Impuls für die Entwicklung der Rockmusik von der amerikanischen Westküste.